# Блумфилд-Цейслер, Фанни
Фанни Блумфилд-Цейслер (англ. Fannie Bloomfield Zeisler, настоящее имя Фанни Блюменфельд, нем. Fannie Blumenfeld; 16 июля 1863, Билиц, Австро-Венгрия (ныне Бельско-Бяла, Польша) — 20 августа 1927, Чикаго) — американская пианистка австрийского происхождения. Сестра филолога Мориса Блумфилда, тётя лингвиста Леонарда Блумфилда.

## Биография
В четырёхлетнем возрасте вместе с семьёй эмигрировала в США. Семья Блюменфельдов обосновалась в Чикаго и вскоре американизировала свою фамилию. Фанни начала заниматься фортепиано в шестилетнем возрасте, её учителями в Чикаго были Карл Вольфсон и Бернард Цин. В 1875 г. она дебютировала на концертной эстраде. В 1877 г. игру Фанни Блумфилд услышала гастролировавшая в США Анна Есипова, порекомендовавшая юной пианистке продолжить обучение у Теодора Лешетицкого. Блумфилд последовала её совету и в следующем году отправилась к Лешетицкому в Вену, где провела пять лет. Вернувшись в Чикаго в 1883 году, она впервые выступила как взрослый, состоявшийся музыкант в январе 1884 года, а на следующий год дебютировала в Нью-Йорке и вышла замуж за своего троюродного брата Зигмунда Цейслера (1860—1931), также уроженца Билица, встреченного ею впервые в Вене (в дальнейшем — известного чикагского либерального адвоката). Уже в первые два года своей американской карьеры Фанни Блумфилд-Цейслер выступила с ведущими дирижёрами страны — Вальтером Дамрошем, Вильгельмом Герике, Франком ван дер Стукеном. В 1888 г., однако, она вновь отправилась в Вену, чтобы под руководством Лешетицкого совершенствовать своё мастерство.
На рубеже столетий Блумфилд-Цейслер считалась крупнейшей американской пианисткой, пресса иногда именовала её Сарой Бернар фортепиано. Она широко концертировала в США, в 1898 г. гастролировала в Англии, трижды провела концертное турне по континентальной Европе. Среди дирижёров, с которыми ей довелось выступать, помимо американских звёздных фигур были Рихард Штраус и Камиль Шевийяр. Блумфилд-Цейслер оставила ряд записей. Её последнее выступление состоялось 25 февраля 1925 года и было приурочено к 50-летию её исполнительской карьеры.